# 마쓰다이라 노리야스 (1795년)

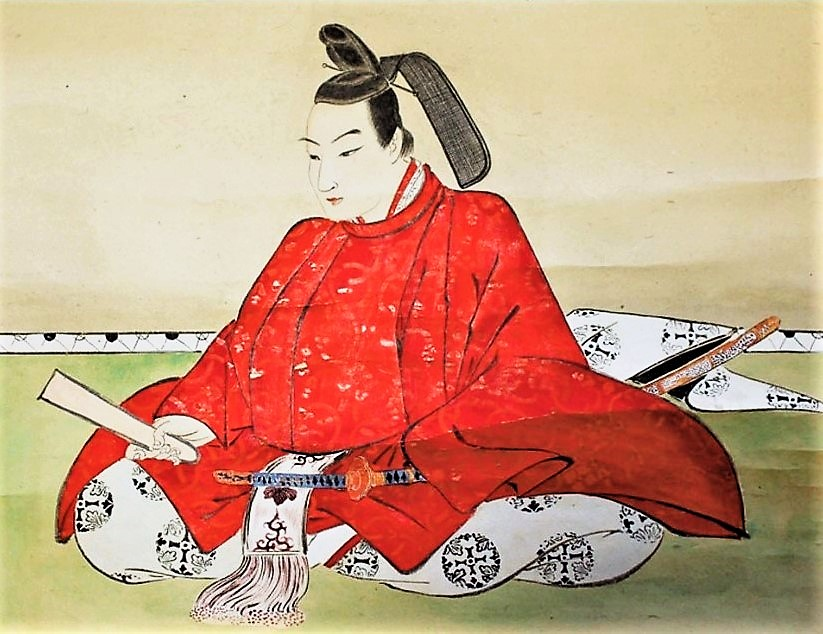
마쓰다이라 노리야스

마쓰다이라 노리야스(일본어: 松平乗全, 1795년 2월 8일 ~ 1870년 8월 2일)는 막말의 다이묘이다. 에도 막부에선 노중을 맡았다. 미카와 니시오 번 제4대 번주. 오규 마쓰다이라 종가 제14대 당주.
니시오 번 선대 번주 마쓰다이라 노리히로의 장남으로 태어났다.
| 전임 마쓰다이라 노리히로 | 제4대 니시오 번 번주 (오규 마쓰다이라가) 1839년 ~ 1862년 | 후임 마쓰다이라 노리쓰네 |

| 전임 아오야마 다다나가 | 제63대 오사카 조다이 1844년 ~ 1845년 | 후임 마쓰다이라 다다카타 |